# Troisième circonscription d'Avesnes
La troisième circonscription d'Avesnes était une circonscription législative française que comptait le département du Nord sous la Troisième République  de 1889 à 1919 et de 1928 à 1940.

## La circonscription de 1889 à 1919

### Description géographique et démographique
La troisième circonscription d'Avesnes était située à la périphérie de l'agglomération avesnoise. Située entre la Belgique et les arrondissements de Valenciennes et de Cambrai, la circonscription est centrée autour de la ville du Quesnoy. 
Elle regroupait les divisions administratives suivantes : canton de Bavay  ; canton de Berlaimont ; canton de Landrecies ; canton du Quesnoy-Est  et le canton du Quesnoy-Ouest.

### Historique des députations
| Législature     | Début de mandat   | Fin de mandat   | Député élu          | Parti politique    | Observations |
| --------------- | ----------------- | --------------- | ------------------- | ------------------ | ------------ |
| 5e législature  | 22 septembre 1889 | 14 octobre 1893 | Évrard Éliez-Évrard | Républicain        |              |
| 6e législature  | 20 août 1893      | 31 mai 1898     | Évrard Éliez-Évrard | Républicain        |              |
| 7e législature  | 8 mai 1898        | 31 mai 1902     | Évrard Éliez-Évrard | Union démocratique |              |
| 10e législature | 8 mai 1910        | 31 mai 1914     | Daniel Vincent      | Radical-socialiste |              |
| 11e législature | 26 avril 1914     | 7 décembre 1919 | Daniel Vincent      | Radical-socialiste |              |

## La circonscription de 1928 à 1940

### Description géographique et démographique
La troisième circonscription d'Avesnes était située à la périphérie de l'agglomération avesnoise. Située entre la Belgique et les arrondissements de Valenciennes et de Cambrai, la circonscription est centrée autour de la ville du Quesnoy. 
Elle regroupait les divisions administratives suivantes : canton de Berlaimont ; canton de Landrecies ; canton du Quesnoy-Est  et le canton du Quesnoy-Ouest.

### Historique des députations
| Législature     | Début de mandat | Fin de mandat | Député élu             | Parti politique    | Observations                                                                                    |
| --------------- | --------------- | ------------- | ---------------------- | ------------------ | ----------------------------------------------------------------------------------------------- |
| 14e législature | 29 avril 1928   | 31 mai 1932   | Jules Carlier-Caffieri | Gauche radicale    |                                                                                                 |
| 15e législature | 8 mai 1932      | 31 mai 1936   | Alfred Lacourt         | Radical-socialiste |                                                                                                 |
| 16e législature | 3 mai 1936      | 31 mai 1942   | Eugène Thomas          | SFIO               | Un décret de juillet 1939 a prorogé jusqu'au 31 mai 1942 le mandat des députés élus en mai 1936 |